# La Barbería del Sur
La Barbería del Sur es un grupo de música español encuadrado en el estilo denominado Nuevo Flamenco.

## Historia
El grupo nace en 1991: lo integran Enrique Heredia Negri (voz) y Juan José Suárez (guitarrista), hijo del cantaor extremeño Ramón el Portugués. A lo largo de su trayectoria han contado con la membresía de artistas destacados como Pepe Luis Carmona, David Amaya "El Ardilla" o José Miguel Carmona de Ketama.
Su música combina los fundamentos del flamenco español con ritmos tan dispares como el jazz, la bossa nova, el pop o el funk.
En 1991 editan su primer LP, La Barbería del Sur. Su mayor éxito fue el tema «Alegría de vivir», incluido en los álbumes Arte pop (1998) y Una noche en el 7º (2000): se trata de una versión de un tema del fallecido Ray Heredia, cuñado de Enrique Heredia.

## Discografía
- La Barbería del Sur (1991).
- Historias de un deseo (1994).
- Túmbanos si puedes (1995).
- Algo pa nosotros (1997)
- Arte pop (1998).
- Una noche en el 7º (2000).
- Negri y Paquete (2002).
- Grandes Éxitos (2003).